# Atascosa angulata
Atascosa angulata är en fjärilsart som beskrevs av Shaffer 1976. Atascosa angulata ingår i släktet Atascosa och familjen mott. Inga underarter finns listade i Catalogue of Life.